# Belmont (condado de Portage, Wisconsin)
Belmont es un pueblo ubicado en el condado de Portage en el estado estadounidense de Wisconsin. En el Censo de 2010 tenía una población de 616 habitantes y una densidad poblacional de 6,56 personas por km².

## Geografía
Belmont se encuentra ubicado en las coordenadas 44°17′11″N 89°17′49″O / 44.28639, -89.29694. Según la Oficina del Censo de los Estados Unidos, Belmont tiene una superficie total de 93.88 km², de la cual 93.39 km² corresponden a tierra firme y (0.52%) 0.49 km² es agua.

## Demografía
Según el censo de 2010, había 616 personas residiendo en Belmont. La densidad de población era de 6,56 hab./km². De los 616 habitantes, Belmont estaba compuesto por el 97.4% blancos, el 0% eran afroamericanos, el 0.49% eran amerindios, el 0% eran asiáticos, el 0% eran isleños del Pacífico, el 1.62% eran de otras razas y el 0.49% pertenecían a dos o más razas. Del total de la población el 4.22% eran hispanos o latinos de cualquier raza.